# Spilosoma sinefascia
Spilosoma sinefascia là một loài bướm đêm thuộc phân họ Arctiinae, họ Erebidae.